# 克勒舍爾 (明尼蘇達州)
克勒舍爾（英語：Kroschel）是位於美國明尼蘇達州卡內貝克縣克勒舍爾鎮區及龐羅伊鎮區的一個非建制地區。

## 地理
克勒舍爾所處的海拔為高於海平面339米（即1112英呎），而該地所採用的時區為UTC-6，即北美中部時區（CST）。同時該地設有夏令時間，為UTC-6調快一小時，即UTC-5（CDT）。